# Aeropuerto Internacional de Sarajevo
El Aeropuerto Internacional de Sarajevo (IATA: SJJ, OACI: LQSA) es el principal aeropuerto internacional de Bosnia y Herzegovina, localizado a pocos kilómetros al sudoeste de la ciudad capital, Sarajevo. 
A partir de los Acuerdos de Dayton de 1996, el aeropuerto ha recibido vuelos comerciales de B&H Airlines, Austrian Airlines, Alitalia, Lufthansa, Jat Airways, Croatia Airlines, Turkish Airlines y otros. En 2006, 534 186 pasajeros pasaron por el Aeropuerto Internacional de Sarajevo, en comparación con los solo 25 000 registrados en 1996.
En 2005 la oficina europea de Airports Council International otorgó el premio de mejor aeropuerto de menos de 1 millón de pasajeros al Aeropuerto Internacional de Sarajevo.

## Historia
La necesidad de un aeropuerto en Sarajevo se sintió con fuerza a mediados de la década de 1960, y después de que las sugerencias de que el aeropuerto fuera construido en Sokolac (a unos 35 km de Sarajevo) fueran finalmente rechazadas, se inició la construcción del aeropuerto en 1966 en su ubicación actual.  
El Aeropuerto de Ilidža fue inaugurado el 2 de junio de 1969. En el año 1970, el Aeropuerto Internacional de Fráncfort se convirtió en el primer destino internacional. Durante este período todavía era un aeropuerto secundario que estaba comunicado con los aeropuertos de Zagreb y Belgrado, para los viajes hacia otros destinos internacionales. En este período entre 70 y 100 mil pasajeros circularon por el aeropuerto cada año. La primera expansión tuvo lugar para los Juegos Olímpicos de Sarajevo 1984, cuando la pista fue extendida 200 m además de realizarse otras remodelaciones. 
Durante las primeras semanas de la Guerra de Bosnia, y durante el sitio de Sarajevo, el aeropuerto fue ocupado por las fuerzas serbias, que provocaron daños importantes en el mismo. Desde junio de 1992 hasta el fin de la guerra, el aeropuerto estuvo bajo el control de la Organización de las Naciones Unidas, que lo utilizó para hacer llegar ayuda humanitaria cuando el bloqueo serbio lo permitía. Este aeropuerto fue escenario de varias tragedias durante la guerra debido a que la única manera de abandonar la ciudad era cruzar la pista para pasar al otro lado. Cerca de 800 personas fueron asesinadas en el intento por los soldados serbios en las tres alas del aeropuerto, hasta que un túnel fue excavado por debajo de la pista.
El aeropuerto fue reinaugurado para el tráfico civil aéreo el 16 de agosto de 1996 y desde entonces ha sido renovado y está recuperando su gran actividad. El 18 de octubre de 2005, Paddy Ashdown, el Alto Representante para Bosnia y Herzegovina suspendió una decisión de las autoridades bosnias de denominar al aeropuerto Alija Izetbegovic, el primer Presidente de Bosnia y Herzegovina. Entre sus razones, el Alto Representante afirmó que tal renombramiento podría perjudicar el proceso de reconciliación provocando protestas por parte de los ciudadanos no-bosnios.

## Aerolíneas y destinos

### Destinos internacionales
| Ciudades por países | Nombre del aeropuerto                               | Aerolíneas                                                              |        |        |
| África              | África                                              | África                                                                  | África | África |
| ------------------- | --------------------------------------------------- | ----------------------------------------------------------------------- | ------ | ------ |
| Túnez               |                                                     |                                                                         |        |        |
| Monastir            | Aeropuerto Internacional de Monastir-Habib Burguiba | Nouvelair (chárter estacional)                                          |        |        |
| Yerba (Túnez)       | Aeropuerto Internacional de Yerba-Zarzis            | Nouvelair (chárter estacional)                                          |        |        |
| Asia                |                                                     |                                                                         |        |        |
| Arabia Saudita      |                                                     |                                                                         |        |        |
| Riad                | Aeropuerto Internacional Rey Khalid                 | flynas (estacional)                                                     |        |        |
| Yeda                | Aeropuerto Internacional Rey Abdulaziz              | flynas                                                                  |        |        |
| Catar               |                                                     |                                                                         |        |        |
| Doha                | Aeropuerto Internacional Hamad                      | Qatar Airways (estacional)                                              |        |        |
| EAU                 |                                                     |                                                                         |        |        |
| Dubái               | Aeropuerto Internacional de Dubái                   | Flydubai                                                                |        |        |
| Kuwait              |                                                     |                                                                         |        |        |
| Kuwait City         | Aeropuerto Internacional de Kuwait                  | Jazeera Airways (estacional) / Kuwait Airways (estacional)              |        |        |
| Turquía             |                                                     |                                                                         |        |        |
| Antalya             | Aeropuerto de Antalya                               | Pegasus Airlines (estacional) / SunExpress                              |        |        |
| Esmirna             | Aeropuerto de Esmirna-Adnan Menderes                | SunExpress                                                              |        |        |
| Estambul            | Aeropuerto Internacional de Estambul                | Turkish Airlines                                                        |        |        |
| Estambul            | Aeropuerto Internacional Sabiha Gökçen              | AnadoluJet / Pegasus Airlines                                           |        |        |
| Europa              |                                                     |                                                                         |        |        |
| Alemania            |                                                     |                                                                         |        |        |
| Colonia/Bonn        | Aeropuerto de Colonia/Bonn                          | Eurowings                                                               |        |        |
| Fráncfort del Meno  | Aeropuerto de Fráncfort del Meno                    | Lufthansa                                                               |        |        |
| Karlsruhe           | Aeropuerto de Karlsruhe/Baden Baden                 | Ryanair                                                                 |        |        |
| Memmingen           | Aeropuerto de Memmingen                             | Ryanair                                                                 |        |        |
| Stuttgart           | Aeropuerto de Stuttgart                             | Eurowings                                                               |        |        |
| Weeze               | Aeropuerto de Baja Renania                          | Ryanair                                                                 |        |        |
| Austria             |                                                     |                                                                         |        |        |
| Viena               | Aeropuerto de Viena-Schwechat                       | Austrian Airlines                                                       |        |        |
| Bélgica             |                                                     |                                                                         |        |        |
| Charleroi           | Aeropuerto de Charleroi Bruselas-Sur                | Ryanair                                                                 |        |        |
| Croacia             |                                                     |                                                                         |        |        |
| Zagreb              | Aeropuerto de Zagreb-Pleso                          | Croatia Airlines                                                        |        |        |
| Dinamarca           |                                                     |                                                                         |        |        |
| Copenhague          | Aeropuerto de Copenhague-Kastrup                    | Norwegian Air Shuttle (estacional) / Scandinavian Airlines (estacional) |        |        |
| España              |                                                     |                                                                         |        |        |
| Gerona              | Aeropuerto de Gerona                                | Ryanair                                                                 |        |        |
| Francia             |                                                     |                                                                         |        |        |
| Beauvais            | Aeropuerto de París-Beauvais                        | Ryanair                                                                 |        |        |
| Grecia              |                                                     |                                                                         |        |        |
| Salónica            | Aeropuerto Internacional Macedonia                  | Ryanair (Estacional)                                                    |        |        |
| Italia              |                                                     |                                                                         |        |        |
| Bérgamo             | Aeropuerto de Bérgamo-Orio al Serio                 | Ryanair                                                                 |        |        |
| Roma                | Aeropuerto de Roma-Fiumicino                        | Wizz Air                                                                |        |        |
| Noruega             |                                                     |                                                                         |        |        |
| Oslo                | Aeropuerto de Oslo-Gardermoen                       | Norwegian Air Shuttle (estacional)                                      |        |        |
| Polonia             |                                                     |                                                                         |        |        |
| Varsovia            | Aeropuerto de Varsovia-Chopin                       | LOT Polish Airlines (estacional)                                        |        |        |
| Reino Unido         |                                                     |                                                                         |        |        |
| Londres             | Aeropuerto de Londres-Gatwick                       | TUI Airways (estacional)                                                |        |        |
| Londres             | Aeropuerto de Londres-Stansted                      | Ryanair                                                                 |        |        |
| Serbia              |                                                     |                                                                         |        |        |
| Belgrado            | Aeropuerto de Belgrado-Nikola Tesla                 | Air Serbia                                                              |        |        |
| Suecia              |                                                     |                                                                         |        |        |
| Estocolmo           | Aeropuerto de Estocolmo-Arlanda                     | Norwegian Air Shuttle (estacional) / Ryanair                            |        |        |
| Gotemburgo          | Aeropuerto de Gotemburgo-Landvetter                 | Ryanair                                                                 |        |        |
| Suiza               |                                                     |                                                                         |        |        |
| Zúrich              | Aeropuerto Internacional de Zúrich                  | Swiss                                                                   |        |        |

## Estadísticas
Ver fuente y consulta Wikidata.
El aeropuerto de Sarajevo, que en 2001 tuvo unos 323.000 pasajeros anuales, superó el millón de pasajeros en 2018 y alcanzó su nivel máximo en 2022 con algo más de 1.377.000 pasajeros.
| Año  | Pasajeros |
| ---- | --------- |
| 2001 | 323 499   |
| 2002 | 310 126   |
| 2003 | 364 512   |
| 2004 | 399 607   |
| 2005 | 433 222   |
| 2006 | 455 626   |
| 2007 | 496 756   |
| 2008 | 510 396   |
| 2009 | 533 915   |
| 2010 | 563 266   |
| 2011 | 599 978   |
| 2012 | 580 058   |
| 2013 | 665 638   |
| 2014 | 709 901   |
| 2015 | 772 904   |
| 2016 | 838 966   |
| 2017 | 957 969   |
| 2018 | 1 045 417 |
| 2019 | 1 143 680 |
| 2020 | 249 642   |
| 2021 | 767 134   |
| 2022 | 1 377 348 |